# Orléans
Orléans  je grad u Francuskoj, oko 130 kilometara jugozapadno od Pariza. Nalazi se na rijeci Loari u regiji Centar i departmanu Loire. Ima 114.644 stanovnika (2015.) Šire područje grada ima 433.000 stanovnika. Ivana Orleanska spasila je Orleans u srednjem vijeku i u Orleansu se nalaze njeni spomenici. U Orleansu se proizvodi 70% farmaceutskih proizvoda u Francuskoj.

## Povijest
Keltsko pleme Karnuta osnovali su Orleans kao galski grad-državu Kenabum. Julije Cezar je osvojio područje 52. pr. Kr. Rimski car Aurelijan je ponovo osnovao grad 275. i dao mu ime Aurelianum, tj grad Aurelija. 
Vandali su zajedno s Alanima harali Loirom 408. Jedna od njihovih skupina prihvatila je prijedlog da se pridruži rimskoj vojsci.
Hunski vođa Atila je 451. pokušao zauzeti i opljačkati grad. Međutim spriječila ga je vojska Vizigota pod zapovjednikom kralja Teodorika I. i rimskog generala Aecija u bitci na katalaunskim poljima.
Orleans je bio glavni grad kralja Merovinga Klodomira od 511. do 524. 
Za doba Stogodišnjeg rata odvijala se velika opsada Orleansa od 1428. do 1429. Orleans je bio spašen devet dana nakon dolaska Ivane Orleanske. Opsada Orleansa je bila jedna od velikih prekretnica toga rata.
U novije vrijeme jedan ogranak  Burbona su bili Orleani. Kralj  Luj Filip Orleanski je bio iz orleanskog ogranka Burbona.  Američki grad New Orleans dobio je ime po Orleansu.

## Obrazovanje
Škole Orleansa rano su postale među najpoznatijim. U 6. stoljeću kralj Burgundije Gontran je tu obrazovao svoga sina. Kasnije je Teodolfus unapredio škole u Orleansu, pa su Karlo Veliki i Hugo Capet slali svoje sinove u Orleans. Orleansko školstvo je bilo najpoznatije od 11. do sredine 13. stoljeća. Slava orleanskih škola raširila se do Italije i Engleske, odakle su dolazili studenti. 
Kada su 1230. jedno vrijeme bili raspršeni profesori Sveučilišta u Parizu, mnogi od njih su našli utočište u Orleansu. Kada je papa Bonifacije VIII. 1298. predstavio jednu knjigu pozvao je profesore Orleansa i Bologne da je komentiraju. 
Sveučilište u Orleansu osnovano je 1235., a papskom bulom 1305. dobio je i sve privilegije sveučilišta. Jedno je od najstarijih Sveučilišta. Izvan Italije su samo Sorbona, Cambridge i Toulouse stariji. 

## Znamenitosti
- Katedrala Svetog križa ((fr.) Cathédrale Ste-Croix) napoznatiji je spomenik Orleansa. Osnovan je 1278. Katedrala je tijekom povijesti na udaru brojnih ratova i pretrpjela je brojne štete. Najveće razaranje je bilo kalvinističko razaranje 1568., a obnovljena je 1601. u doba kralja Henrija IV.
- Zvonik crkve svetog Pavla izgrađen između 1620. i 1627.
- Crkva Notre Dame de Recouvrance izgrađena između 1513. i 1529.
- Hotel Groslo izgrađen od 1550. do 1555.
- Trg Matrua, predstavlja simboličko srce grada, gdje se nalazi monumentalna statua Ivane Orleanske na konju.

## Industrija
- farmaceutska industrija. Oko 70% farmaceutske proizvodnje Francuske dolazi iz Orleansa.
- kozmetička industrija s proizvodnjom parfema. Samo Dior zapošljava oko 1500 ljudi u Orleansu.
- informatika, elektronika i instrumenti
- transport i logistika

## Galerija
- Place Sainte Croix
- Ulica Ivana Orleanska
- Hotel Groslot
- Katedrala Sveto Srce
- Campo Santo
- Ivana Orleanska

## Vanjske poveznice
- (fr.) Službena stranica grada
- eng. {{{1}}} Turističke informacije  Arhivirana inačica izvorne stranice od 3. svibnja 2006. (Wayback Machine)
- WorldStatesmen- France